# 阿爾卡拉 (考卡河谷省)
阿爾卡拉（西班牙語：Alcalá）是哥倫比亞考卡河谷省的城鎮，位於該國西部，距離首府卡利211公里，始建於1791年，面積61平方公里，海拔高度1,275米，2005年人口12,716。

## 外部連結
- （西班牙文） Government of Valle del Cauca: Alcala （页面存档备份，存于）

4°40′N 75°45′W / 4.667°N 75.750°W